# ای‌کی در مقابل ای‌کی
ای‌کی در مقابل ای‌کی (به هندی: AK vs AK) فیلمی است محصول سال ۲۰۲۰ و به کارگردانی ویکرامادیتیا موتوانه است. در این فیلم بازیگرانی همچون آنیل کاپور، آنورانگ کاشیاپ، یوگیتا بیهانی، سونام کاپور، هارشواردان کاپور، بانی کاپور و نوازالدین صدیقی ایفای نقش کرده‌اند.